# Daniel i superpsy
Daniel i superpsy (ang. Daniel and the Superdogs) – brytyjsko-kanadyjski film familijny z gatunku dramat z 2004 roku w reżyserii André Mélançona. Wyprodukowana przez wytwórnię Zephyr Films i Les Productions La Fête Inc.
Zdjęcia do filmu zrealizowano w Montrealu w Kanadzie.

## Opis fabuły
Jedenastoletni Daniel (Matthew Harbour) po śmierci matki zaczyna sprawiać kłopoty wychowawcze. Ojciec zgłasza go do pracy w schronisku dla psów. Daniel angażuje się w pomoc opuszczonym czworonogom. Wraz z nowymi kolegami, Colinem (William Phan) i Williamem (Wyatt Bowen), przygotowuje zwierzęta do specjalnego show.

## Obsada
Źródło: Filmweb
- Matthew Harbour jako Daniel
- Macha Grenon jako Julie
- Patrick Goyette jako Mark
- Wyatt Bowen jako William
- Annie Bovaird jako April
- William Phan jako Colin